# 炎黄姓氏博物馆
炎黄姓氏博物馆位于河南省焦作市武陟县嘉应观旁边。建筑风格与宫、庙、衙三体合一的清代建筑群嘉应观一致。该馆由河南省炎黄姓氏历史文化基金会筹建，计划投资1.2亿元人民币。

## 建设背景
随着中原的崛起，海内外兴起了到中原河南寻根谒祖的现象。姓氏寻根的起点在海外，中转站是闽粤沿海地区，终点在中原河南。地处黄河中下游地区的河南省是中华文化的重要发祥地，也是华人姓氏文化的发源地，拥有众多姓氏之根的河南，成了华人姓氏寻根的集中地。在这种背景下建设“炎黄姓氏博物馆”被河南省炎黄姓氏历史文化基金会提上议事日程。

## 参看
- 中华姓氏博物院
- 中原姓氏